# Костянтин (Чехович)
Єпископ Костянти́н Чехо́вич  (15 жовтня(в деяких документах 3 січня) 1847, село Дев'ятир Равського повіту — 28/30 квітня 1915, Перемишль) — український церковний і громадський діяч у Перемишлі.

## Життєпис
Народився в сім'ї пароха Дев'ятиря о. Йосифа Чеховича та його дружини Антоніни з Паславських.
Закінчив головну нормальну школу в Яворові (1858 р.), ґімназію (1868 р.) та теологію (1871 р.) у Львові. 12 вересня 1872 р. в Любенях був шлюб К. Чеховича та Марії з Сінкевичів (28.6.1856-12.8.1873).
Після висвячення (5 січня 1873 р. Перемиським єпископом Іваном Сатурніном Ступницьким на священика) був призначений кооператором в Молодичу, наступного року був призначений префектом Львівської духовної семінарії. 1876 року став парохом Дев'ятиря, 1877 року був на ній заінституйований. Деякий час був душпастирем, згодом став канцлером Перемиської єпархії; 5 грудня 1887 р. був виданий дозвіл цісаря на призначення о. К.Чеховича каноніком Перемиської капітули УГКЦ. 22 січня 1888 р. єпископ Іван «Сатурнус» Ступницький призначив його екзаменатором просинодальним, референтом та радником консисторіяльним, ректором Львівської дієцезіяльної духовної семінарії. 1890 року став радником подружнього суду. Мав посади куріяльного канцлера, папського шамбеляна (камергера), архипресвітера капітульного (1896 р.), після смерті єпископа Юліяна Пелеша (29 квітня 1896 р.) був вікарієм капітульним, адміністратором дієцезіяльним з правом вжиття понтифікалій. 17 листопада 1896 іменований єпископом Перемиським, Самбірським і Сяноцьким (21 лютого 1897 р. консекрований та інтронізований в Перемишлі).
Як Перемиський єпископ розвинув широку діяльність: провів дієцезіяльний синод (1898 р.), посвятив близько 100 церков, відвідав більше 20-ти деканатів, значно сприяв будівництву теперішньої Перемиської духовної семінарії. Без нього нічого не робилось в громадському, духовному житті Перемишля, дієцезії. За діяльність отримав відзнаки: прелат домовий, асистент трону Папи, граф Риму, кавалер-лицар великого хреста ордену св. Гробу в Єрусалимі, ордену залізної корони II-го класу, таємний радник цісаря, член Палати Панів Райхсрату, посол Галицького Сейму.
У 1902 р. перебував у духовній візитації до Дрогобича-Борислава-Східниці, позаяк у Східниці відбувалася посвята нового храму. Вважається, що це перший владика, котрого три національні громади «Галицької каліфорнії» зустрічали з особливою повагою, через миролюбство та політику толерантності.
В 1912 році був нобілітований (отримав шляхетство і герб, наближений до гербу Остоя) цісарем Австро-Угорщини, отримавши лицарський титул, з того часу в офіційних австрійських документах його ім'я писалось як Konstantyn Ritter von Czechowicz.
Єпископ Чехович був прихильником народовецької течії і противником русофільської; більшість капітули і священиків були за його єпископства свідомі українці. Він спровадив до Перемишля Сестер Василіянок і Сестер Служебниць; його заходами збудовано велику духовну семінарію; з його допомогою засновано Руський Інститут для Дівчат (пізніше перетворений на Український Інститут для Дівчат у Перемишлі).
За підтримкою Перемиської єпархії створено фінансові установи: «Українська Щадниця», Український Банк «Віра» і «Міщанська Каса».
Вибух І-ї світової війни застав його в Марієнбаді. Швидко повернувся до Перемишля, видав для капелянів та вірних через наближення російських військ необхідні накази. Під час облоги Перемишля російською армією австрійська воєнна комендатура міста наполягала, щоб владика виїхав у безпечне місце, однак він залишився. Здоров'я єпископа підірвали військові операції, переслідування австрійською владою католиків східного обряду, їх звинувачення у несприйнятті політики австрійської влади, звинувачення цісаря Франца Йозефа І у нелояльності. В березні 1915 р. він не послухав російських генералів, і не погодився в мурах кафедри вітати царя Миколу II. Результатом став домашній арешт, протягом якого російська влада піддавала його сильному психічному тиску, внаслідок чого стався серцевий напад і владика помер.
Посвятив Церкву святого Архистратига Михаїла в місті Комарному та Храм Успення Пресвятої Богородиці в місті Радимно.

Єпископ Костянтин (Чехович) очолює Водосвяття навпроти Перемиської катедри 19 січня 1915 року, під час облоги міста російськими військами (за ~ три місяці до своєї смерті)